# Bengbis
Bengbis est une commune du Cameroun située dans la région du Sud et le département du Dja-et-Lobo. Elle est limitrophe des régions Centre et Est du Cameroun.

## Géographie
La localité de Bengbis est située sur la route provinciale P7 à 97 km au nord-est du chef-lieu départemental Sangmélima. Le lac de barrage de Mekin au confluent des rivières Lobo, Sabé et Dja se trouve en limite de la commune de Meyomessala au sud du chef-lieu communal de Bengbis.
La commune s'étend au nord de la partie centrale du département du Dja-et-Lobo. Elle est limitrophe de deux communes du Dja-et-Lobo au sud et à l'ouest, du Nyong-et-Mfoumou au nord  et du Haut-Nyong à l'ouest. 
| Endom       | Akonolinga | Messamena |
| Meyomessala | Bengbis    | Somalomo  |
|             | Djoum      | Lomié     |

## Histoire
La commune est créée en 1955, elle devient commune rurale en 1961. En 1992, une partie occidentale de la commune est démembrée pour la création de la commune de Meyomessala.

## Population
Lors du recensement de 2005, la commune comptait 13 075 habitants, dont 1 605 pour Bengbis proprement dit. L'enquête terrain réalisée en 2014 relève une population communale de 32 229 habitants dont 2 490 pour l'espace urbain du chef-lieu.

## Administration
| Période          | Période          | Identité                 | Étiquette | Qualité |
| ---------------- | ---------------- | ------------------------ | --------- | ------- |
| 10 août 1959     | 29 novembre 1984 | Zanga Amou'ou            |           |         |
| 29 novembre 1984 | 31 juillet 1985  | Philippe Mfoulou Aka'a   |           |         |
| 31 juillet 1985  | 17 mars 1995     | Thomas Meyong            |           |         |
| 17 mars 1995     | 12 mars 1996     | Joseph Minkoulou Abomo   |           |         |
| 12 mars 1996     | 31 juillet 2002  | Edjimbi Nna              |           |         |
| 31 juillet 2002  | 4 mars 2004      | Joseph Minkoulou Abomo   |           |         |
| 4 mars 2004      | 31 août 2007     | Jean Calvin Emame        |           |         |
| 31 août 2007     | 19 juillet 2018  | Christian Atangana Ebana |           |         |

## Chefferies traditionnelles
L'arrondissement est le siège de l'une des deux chefferies traditionnelles de 1er degré du département du Dja et Lobo :
- Chefferie Bulu de Bengbis (7 995 habitants en 2015)

L'arrondissement de Bengbis compte quatre chefferies traditionnelles de 2e degré :
- 741 : Chefferie Yekombo
- 742 : Chefferie Yetyang
- 743 : Chefferie Soo Boulou
- 744 : Chefferie Makae

## Villages et campements
Outre Bengbis proprement dit, la commune comprend 60 villages sièges de chefferies de 3e degré et 5 campements pygmées :
- Akam I
- Akam II
- Akom-Ndong
- Alen
- Ando'o
- Assok
- Awoan
- Bengbis I
- Bengbis II
- Bibinda
- Bissombo
- Biton
- Djeng
- Douma
- Doumbayan
- Ebodoumou
- Endam
- Esson
- Evindissi
- Ewolombama
- Ewot
- Kam
- Koungoulou
- Mbometa'a
- Mbometa'a
- Mboun
- Meba-Yekoé
- Mebomo
- Meka'a
- Meka'a-Yetyang
- Mekas
- Melan I
- Melan II
- Melondo
- Messeng
- Metom
- Mimbang
- Mimbil
- Minla'a
- Ndoundou
- Ngobissong
- Ngombo
- Ngonebeme
- Ngounayos
- Nkolembembe
- Nkoulaze
- Nsimalene
- Nyabizou
- Olembé
- Ongolzok
- Oyem
- Teng
- Tyizok
- Yem-Yem I
- Yem-Yem II
- Zouameyong

Les campements pygmées ont pour nom : Baka Mekas, Baka Mimbil, Baka Nkolmbembé, Baka Nkoulaze, Mvoe Koungoulou.

## Cultes
Le village chef-lieu est le siège de la paroisse catholique Notre-Dame-de-l'Assomption de Bengbis, fondée en 1937, rattachée au diocèse de Sangmélima.

## Urbanisme et services publics
Elle dispose d'une centrale électrique isolée exploitée par Enéo d'une capacité installée de 310 kW construite en 1998.

## Environnement
La partie sud de la commune s'étend sur la réserve de faune du Dja ainsi que sur la zone tampon ouest de cette aire protégée.

## Personnalités liées à la commune
- Louis-Paul Motaze (1959-), homme politique
- Diane-Annie Tjomb (1988-), écrivaine